# Clase Brooke
La clase Brooke de la Armada de los Estados Unidos consistió de seis fragatas: Brooke (1966), Ramsey (1967), Schofield (1968), Talbot (1967), Richard L. Page (1967) y Julius A. Furer (1967).
Estas naves, primeras fragatas de misiles guiados (FFG) de la marina estadounidense, fueron en esencia barcos de la clase García armados con misiles Tartar. Originalmente fueron clasificadas como destructores de escolta. Su baja fue en 1989 con la llegada de sus sucesoras las fragatas de la clase Oliver Hazard Perry.

## Características
Fragata de 3400 t de desplazamiento (a plena carga), 118 m de eslora, 13 m de manga y 7 m de calado; propulsión con 2× calderas y 1× turbina (potencia 35 000 hp, velocidad 27 nudos); de armas 1× misil RIM-24 Tartar, 1× cañón Mk-30 de 127 mm y 1× lanzatorpedos de 324 mm.

## Unidades
Estas son las unidades de la clase Brooke:
- USS Brooke (FFG-1) a Pakistán como PNS Khaibar
- USS Ramsey (FFG-2)
- USS Schofield (FFG-3)
- USS Talbot (FFG-4) a Pakistán como PNS Hunain
- USS Richard L. Page (FFG-5) a Pakistán como PNS Tabuk
- USS Julius A. Furer (FFG-6) a Pakistán como PNS Badr

## Historia de servicio
En 1989 EE. UU. transfirió en arriendo cuatro fragatas (Brooke, Talbot, Richard L. Page y Julius A. Furer) a Pakistán. Todas las naves fueron devueltas en 1994 y desguazadas.